# 陸爽
陆爽（539年—591年）字开明，魏郡临漳人。北齐霍州刺史陆概的儿子，祖先出自鲜卑陆氏（步六孤氏）。
生于东魏元象二年（539年，梁武帝大同五年），九歲時就能學習，日誦二千餘言。尚書僕射楊遵彥看見他覺得訝異，說“陸氏代有人焉”。十七岁时，北齐司州牧、清河王高岳召為主簿。擢升为中侍御史，不久兼治书，官至中书侍郎。北齐灭亡，与阳休之等十余人被周武帝召入关中。至长安，任宣纳上士。隋朝开皇元年（581年），转太子内直监，为太子洗马。曾与左庶子宇文恺等撰《东官典记》七十卷。以博学、善辩，常被朝廷差遣迎送至境的南陈使者。卒于隋文帝开皇十一年（591年），享年五十三岁。赠上仪同、宣州刺史。由於陆爽生前曾建议以《春秋》之义为皇太子诸子命名，隋文帝對此感到憤恨，下令“其身虽故，子孙并宜屏黜，终身不齿”。其子陆法言。

## 延伸阅读
[在维基数据编辑]
 《隋書·卷58》，出自魏徵《隋书》